# リコール (自動車)
自動車におけるリコールとは、設計や製造段階を原因とする不具合が特定の自動車（オートバイを含む）および原動機付自転車に発見され、その不具合により保安基準に不適合となる場合、道路運送車両法第63条の3に基づき、メーカーや輸入業者が国土交通大臣へその旨をあらかじめ届け出て、該当する製品を無料で修理をする制度のことである。

## 概要

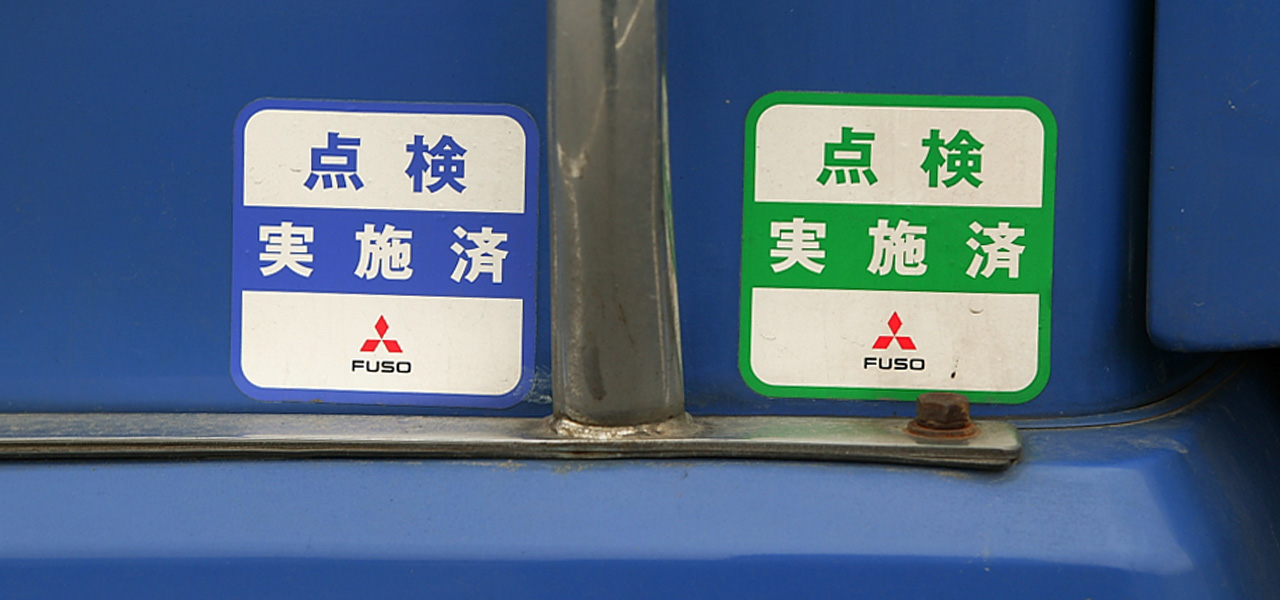
対策整備済み証の一例
（三菱ふそうトラック・バス）

日本では、1968年（昭和43年）から翌年にかけて起きた日産・エコーの二度にわたるプロペラシャフトの折損事故を発端として、他社をも巻き込んで欠陥車が社会問題化した。1969年（昭和44年）6月に運輸省（当時）の通達でリコール届け出の受付を開始し、同年9月に運輸省令である自動車型式規則を改正してリコール制度が法制化され、1994年（平成6年）7月の道路運送車両法改正でリコール制度が法律で明記されて1995年（平成7年）1月に施行された。
自動車では、近年、複数車種の設計共通化や部品の共用化、完成車のOEMなどが進んだため、時には複数のメーカーとブランドにまで影響が及び、多い場合には一案件で数十万台がリコールの対象となることもある。1996年（平成8年）に日産自動車が対象車105万台、また2005年（平成17年）10月18日、トヨタ自動車は主力車種であるヴィッツやカローラなどを含む、対象車が127万台にものぼる過去最大のリコール（ヘッドランプスイッチの不具合）を届け出た。
自動車やオートバイにおけるメーカーによる自主改修は、レベルにより、以下の3つがある。
リコール
自動車の構造、装置又は性能が自動車の安全上、公害防止上の規定（道路運送車両の保安基準）に適合しなくなるおそれがある状態、又は適合していない状態で、原因が設計又は製作の過程にある場合に、その旨を国土交通大臣に届け出て、自動車を無料で改修・修理する制度。
改善対策
自動車等の構造、装置又は性能が基準不適合状態ではないが、安全上又は公害防止上放置できなくなるおそれがある又は放置できないと判断される状態で、原因が設計又は製作の過程にある場合に、その旨を国土交通大臣に届け出て自動車を回収し無料で修理する制度。
サービスキャンペーン
リコールまたは改善対策に該当しない場合であり、商品性や品質の改善のためにメーカーが無料で行う自動車の修理。国土交通省の通達に基づく制度。

## リコールと企業の社会的責任
近年、一部の企業において、制度そのものを根底から否定するリコールの闇改修を多年にわたり繰り返しおこなう事件が発生し、法律の運用以前のモラル問題が顕在化した。
1996年（平成8年）にスバル・レガシィがブレーキの故障によって正面衝突する事故を起こしたことがきっかけで欠陥隠しが判明した。1998年（平成10年）、東京地裁は富士重工業に過料140万円(7件分)の支払いを命じた。またこの件で幹部二人に業務上過失致傷で有罪判決が下った。
1999年（平成11年）、運輸省（当時）から初めて1977年から行っていたリコール隠しによる改善措置勧告書が出された。そして、三菱リコール隠し事件・三菱ふそうリコール隠し事件以降、企業の社会的責任（Corporate Social Responsibility, CSR）が厳しく問われるようになり、日本版企業改革法（日本版SOX法）制定への追い風になったという意見もある。2004年（平成16年）、三菱が1999年（平成11年）に発覚した時に全ての情報を開示せず、リコール隠しを続けていたことが発覚、2件の死亡事故を含む多数の人身事故を起こしていたことが判明する。
2004年（平成16年）8月にはトヨタ自動車で1988年（昭和63年）から行われていたリコール放置が発覚し、国土交通省が業務改善指示を通達した。
2014年（平成26年）12月、本田技研工業が、タカタ製エアバッグの不具合に関して、調査リコールを全世界で行うと発表した。
調査リコールとは、車両に関する不具合や欠陥に関し、メーカーが予防的措置として自主回収した上で、原因を調査し、特定することを目的とするリコールである。
2016年（平成28年）4月の日本経済新聞の報道によると、タカタのエアバッグ搭載車は全世界で1億台以上、費用は総額1兆円に上るものとみられる。